# Shintaro Kago
Shintaro Kago (駕籠 真太郎 Kago Shintarō?), nacido en 1969 en Tokio, Japón, es un mangaka del género guro. Debutó en 1988 en la revista COMIC BOX. El artista figuró en 2013 como uno de los grandes invitados del XIX Salón del Manga de Barcelona, el evento dedicado a la cultura popular y tradicional japonesa más importante de España.

## Estilo
Su obra se encuentra englobada dentro del género Ero-Guro y de terror. Ero-Guro proviene de los términos erótico y grotesco. Su estilo también ha recibido el nombre de Paranoia a la Moda, el cual se ve reflejado en la variedad de historias que ha publicado en revistas especializadas en manga para adultos, como Manga Erotics, Cotton Comics o Garo, donde han publicado sus obras grandes mangakas como Hiroshi Hirata.
Muchos de sus mangas tienen contenidos fuertes que llegan incluso a romper las barreras del tabú, como escatología, modificación de cuerpos, necrofilia y otros.
También ha sido autor de obras que no pertenecen al género ero-guro, siendo la más notable Cerebros Superconductivos Parataxis (超伝脳パラタクシス Choutennou Paratakushisu?) para la revista Weekly Young Jump. Muchos de sus cortos son experimentales y estrafalarios. Frecuentemente sobrepasa lo común, y le gusta jugar con las viñetas a niveles poco usuales, sobre todo con un cierto tipo de comedia, como por ejemplo "Abstraction", "Blow-Up", "Multiplication" y "The Memories of Others".
Algunas de sus obras han llegado a España de la mano de la editorial EDT recopiladas en tomos de manga, como Reproducción por mitosis y otras historias y Novia ante la estación y otras historias.

## Exposiciones
- En abril de 2006 inauguró una exposición de sus ilustraciones titulada "Exhibición de las condiciones antihigiénicas" (不衛生博覧会  Fueisei Hakurankai?).
- El mismo mes inauguró la primera edición de una convención de sus propias películas titulada "Festival de cine de mierda" (うんこ映画祭 Unko Eigasai?).
- El 15 de septiembre de 2007 inaugura en la "Vanilla Gallery" de Tokio otra exhibición de sus trabajos titulada "Festival antihigiénico en la frescura de la noche" (納涼不衛生まつり Nōryō fueisei matsuri?).

## Obras
- Shine! Greater East Asia Co-Prosperity Sphere (輝け!大東亜共栄圏)
- Aiko, la chica de 16 años (アイコ十六歳)
- Six Consciusnesses Thought Changing Ataraxia (六識転想アタラクシア)
- Todo está en paz (万事快調)
- El Gran Funeral (大葬儀)
- Cuaderno de asesinato y homicidio (殺殺草紙)
- Comedia atroz ante la estación (喜劇駅前虐殺)
- Novia ante la estación (駅前花嫁)
- Wandering Cartoon Eccentricities in Front of the Station (駅前浪漫奇行)
- Dance! Kremlin Palace (踊る！クレムリン御殿)
- Kasutoru Shiki (かすとろ式)
- Plan de Salud (健康の設計)
- Revista de gente excéntrica (奇人画報)
- Cerebros Superconductivos Parataxis (超伝脳パラタクシス)
- Calle Paranoia (パラノイアストリート)
- Robustez ninfomanía (凸凹ニンフォマニア)
- Superhumano (人間以上)
- Hannya Haramita (ハンニャハラミタ)
- Ilusión repentina (飛び出す妄想)
- Cuaderno de Masacres, 13 Crueles Relatos del Salvaje Edo (殺殺草紙・大江戸無残十三苦)
- Rehabilitación - Todo está tranquilo (新装・万事快調)
- Fábrica de juguetes de ensueño (夢のおもちゃ工場)
- Corrector de deseos sexuales pervertidos (正しい変態性欲)
- Teatro Negro: ¡El cadáver de la abuelita apesta! (ブラックシアターおばあちゃんが死体くさいよ)
- Fraction (フラクション )
- Anamorphosis no Meijū (アナモルフォシスの冥獣)
- La Formidable Invasión Mongola
- Tract
- Demencia 21
- Compendio de la Verdadera Historia Universal
- Reproducción por mitosis y otras historias
- Day of the Flying Head
- Harem End